# Metro City (Hong Kong)
Metro City (將軍澳中心) est un important ensemble de gratte-ciel résidentiel situé à Hong Kong en Chine, construit en 1996 et 2002.
L'ensemble est constitué de 21 tours.
La première phase (Metro City I) comprend 6 tours construites en 1996 dont deux de 42 étages, et quatre de 43 étages.
La deuxième phase (Metro City I) comprend 11 tours de 44 étages de 137 mètres de hauteur construites en l'an 2000 (d'après Emporis).
La troisième phase appelé Metropolis comprend 4 tours de 50 étages de 160 mètres de hauteur construites en l'an 2002.
L'ensemble a été conçu par l'agence d'architecture de Hong Kong, DLN Architects et par l'agence WCWP.